# عكازة (وادي العين)
'

تعديل مصدري - تعديل

عكازة هي إحدى قرى عزلة وادي العين بمديرية حورة التابعة لمحافظة حضرموت، بلغ تعداد سكانها 197 نسمة حسب تعداد اليمن لعام 2004.